# Mirabello Monferrato
Mirabello Monferrato est une commune de la province d'Alexandrie dans le Piémont en Italie.

## Administration
| Période                                  | Période  | Identité        | Étiquette | Qualité |
| ---------------------------------------- | -------- | --------------- | --------- | ------- |
| 14 juin 2004                             | En cours | Marco Demartini |           |         |
| Les données manquantes sont à compléter. |          |                 |           |         |

### Communes limitrophes
Giarole, Lu e Cuccaro Monferrato, Occimiano, San Salvatore Monferrato, Valenza.